# František Táborský
František Táborský (16. ledna 1858 Bystřice pod Hostýnem – 21. června 1940 Praha-Podolí) byl moravský básník, spisovatel, překladatel, historik, kritik, učitel a sběratel umění. Používal pseudonym František Hostivít.

## Život
Narodil se v rodině obuvníka Františka Táborského a jeho ženy Rosalie Krůtilové. Měl sestru Amalii (1856). Dětství prožil v domku na Kamenci. Z místní dvojtřídky odešel studovat na Slovanské gymnasium (1870–1878) v Olomouci. Dále vystudoval v Praze na Filozofické fakultě Karlovy univerzity učitelské obory čeština a němčina.
Suploval na pražských středních školách, roku 1884 se stal profesorem na Vyšší dívčí škole v Praze, kde také skončil v roce 1921 svou učitelskou dráhu už jako ředitel školy (byl jím od roku 1911) odchodem do důchodu. Do Bystřice pod Hostýnem se rád vracel na letní prázdniny. V Praze bydlel na Novém Městě ve Vodičkově ulici čp. 712/II v blízkosti školy. Roku 1898 se přestěhoval na Újezd s výhledem na Kinského zahradu.

## Tvorba
Od mládí se orientoval na literaturu a na výtvarné umění slovanských národů. Již na gymnáziu začínal poezií. Pod pseudonymem František Hostivít náležel k předním přispěvatelům almanachu moravské omladiny Zora. Patřil tehdy do okruhu tzv. Mladé Moravy, zde spolupracoval hlavně s Hynkem Babičkou. Psal i prózu, různé příspěvky do časopisů a sborníků (např. Vánoční album editorky Vilmy Sokolové nebo Čtyři kapitoly o slovanském umění – ruském, polském, českém, jihoslovanském [Slovanstvo 1912]). Pustil se také do překládání slovanských, především ruských autorů, vykonával také práci redaktora národopisné revue Naše Valašsko a stal se spoluorganizátorem Společnosti Bedřicha Smetany (1917 zvolen předsedou).
Dvakrát navštívil Rusko (1896, 1909–1910) právě kvůli získávání literárních podkladů, které ve svém psaní prózy i příspěvků do novin využíval. Stal se řádným, později dopisujícím členem Spolku ruských architektů. V Moskvě zorganizoval výstavku českého umění, materiály získal s pomocí pražského spolku Mánes. Pobýval v Bulharsku, přátelil se s kolegou, prof. Viktorem Šumanem (1882–1933), který o bulharském umění napsal monografii. V Praze a souběžně na rodné Moravě se zapojil do činnosti Ústřední matice školské, byl členem spolků Radhošť, Svatobor, Český bibliofil a zakládajícím členem Matice moravské. V roce 1908 se jako člen společnosti Umělecko-průmyslového musea v Praze profesor Táborský stal prvním předsedou Spolku českých bibliofilů (SČB existuje dodnes). Byl autorem monografií a statí odborné literatury.
Od roku 1926 byl členem Moravského kola spisovatelů. Za jeho celoživotní práci mu brněnská Masarykova univerzita v roce 1938 udělila čestný doktorát. Zemřel jako starý mládenec ve věku 82 let v podolském sanatoriu v Praze, pohřben byl žehem ve vinohradském krematoriu.

## Sběratel umění
Od studentských let Táborský sbíral umělecké památky, především české, moravské a slovanské provenience, ale nechybí ani francouzské nebo italské. Po svém penzionování sbírku ještě značně rozšířil. Shromáždil na 5 000 předmětů, především sbíral malované miniaturní portréty, porcelán, sklo, šperk, galanterii a další umělecké předměty. Svou sbírku odkázal Národnímu muzeu v Praze.

## Literární dílo

### Poezie
- Básně (1884)
- Stará komedie (1882), dvě kapitoly z veršovaného románu a satira
- Melodie (1883), lyrika a epika
- Hrdinné touhy (1903), lyrika a epika
- Alleluja (1919), Husovský epos. Zápas gotického ducha s renesančním až na naše dny a do budoucna
- Legenda staronová (1927), vítězný boj za vznik Československa
- Z baladických (1933)
- Sonáty (1933), doplněk lyrických knih
- Poutník (1913), veršovaná autobiografická povídka vydaná knižně až roku 1943

### Próza a naučná literatura
- Našim dětem (1889), kniha pro potěšení mladých srdcí a myslí
- Hanuš Schwaiger, pohled do jeho života a díla (1904), monografie
- Kronika naší rodiny (1905)
- J. A. Komenský, Kšaft umírající matky Jednoty bratrské (1908), kritické vydání
- Hviezdoslav: (1909), náčrt jeho života a díla
- O ruském divadle, (1913)
- F. L. Čelakovský: Ohlas písní ruských a českých (1913), kritické vydání
- Půlstoletí Vyšší dívčí školy (1913)
- Zimní večery v naší veselé republice (1920), výbor světových pohádek se třemi původními
- Ruské umění (1921), ve své době ceněná odborná kniha
- Rusava (1928), monografie valašské dědiny s kvalitními ilustracemi Adolfa Kašpara.
- U kamarádského stolu (1933), cyklus vzpomínek na domov, krajany a přátele
- Puškin, pěvec svobody (1937), studie jeho díla
- Arthur Grottger, jeho láska a dílo (1933), monografie polského malíře
- O ruském divadle (1933)
- Adolf Kašpar, ilustrátor, malíř a grafik (1933), monografie
- Ivan Meštrovič (1933) monografie jihoslovanského sochaře
- Karel Hynek Mácha po sto letech (1936)

### Spoluautor
- Oslavy Bedřicha Smetany (spoluautor Alfons Waissar), katalog výstavy, vydala Společnost B. Smetany, 1934
- Písně z Rusavy: sbírka valašských písní zapsaných Františkem Táborským a Alfonsem Waisarem v letech 1924–1926 s pozdějšími doplňky. Na základě původních zápisů a archivních fondů k vydání připravila Vladislava Bělíková. Muzeum Kroměřížska Kroměříž 2006, ISBN 80-85945-44-4

### Překlady
- Básně, tři svazky od ruského básníka Lermontova (1891, 1895, 1918)
- A. S. Puškin: Pohádka o caru Saltanu (1910)
- Gustav Schwab: Doktor Faust (1921), ilustrace J. Mánes
- S. K. Makovskij: Silhouetty ruských umělců (1922)
- Bohatýr Volga, ruské pohádky (1924), s ilustracemi Ivana Bilibina
- Hoře z rozumu, komedie Alexandra Sergejeviče Gribojedova (1932)